# Добруджататарский язык
Добруджататарский язык (tatarşa, tatar tílí, татарша, татар тілі; рум. limba tătară) — язык татар Румынии, диалект крымскотатарского языка, близкий к его степному (ногайскому) диалекту или считается отдельным языком. На нем говорят в основном в районе Добруджа в Румынии. Есть также носители в Болгарии и Турции. В языке содержится много заимствований из турецкого языка и румынского языка.

## Говоры
В языке татар Румынии выделяются три говора: ногайский, татарский и татский. На первом говорят в Тулче и в нём сохранилось больше слов из кыпчакского языка. Второй распространён на юге и в центре Констанцы, а третий — в болгарском городе Пазарджик. Оба говора испытали сильное влияние огузского языка.

## Алфавит

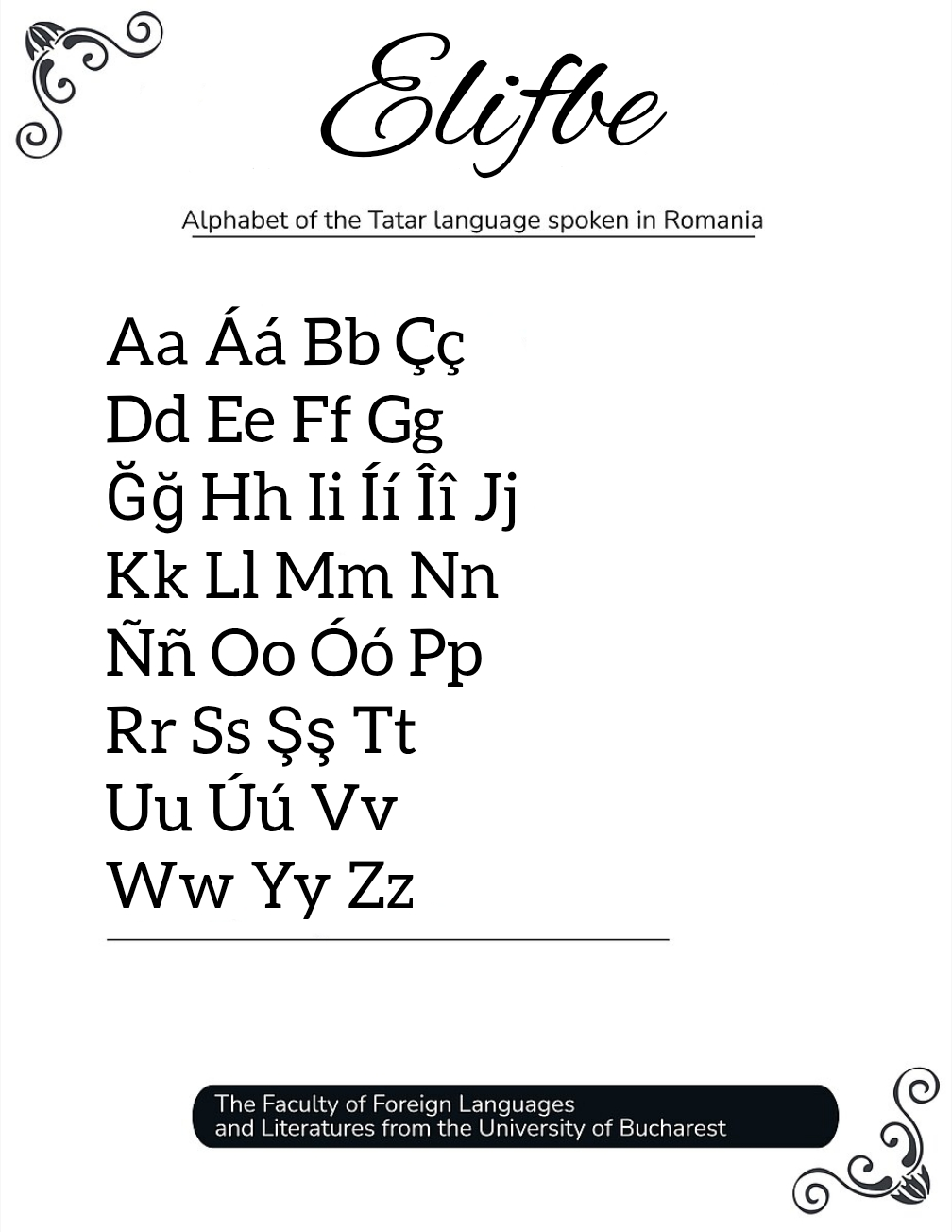
Латинский алфавит добруджататарского языка

В Румынии в 1956 году при участии крымскотатарского поэта Исмаила Зиядина для проживающих там крымских татар был разработан иной вариант алфавита на латинской графической основе. Он активно использовался в сфере образования, но уже в 1959 году все татарские школы Румынии были закрыты. Этот алфавит включал следующие буквы:
 A a, Á á, B b, Č č, D d, E e, F f, G g, Ğ ğ, H h, I i, Í í, Î î, J j, K k, L l, M m, N n, Ñ ñ, O o, Ó ó, P p, R r, S s, Ș ș, T t, Ț ț, U u, Ú ú, V v, W w, Y y, Z z.
В настоящее время крымскотатарской общиной Румынии используется следующий алфавит:
 A a, B b, С c, Ç ç, D d, E e, F f, G g, H h, I ı, İ i, Ĭ ĭ, J j, K k, L l, M m, N n, Ñ ñ, O o, Ö ö, P p, R r, S s, Ş ş, T t, U u, Ü ü, V v, W w, Y y, Z z.
В отличие от алфавита, используемого литературным крымскотатарским языком, отсутствуют буквы Ğ и Q (вместо них используются G и K соответственно), но имеются Ĭ (для краткого редуцированного i) и W. Неоднократно обсуждалось предложение ввести в этот алфавит буквы Ğ и Q для большей унификации с литературным крымскотатарским языком.
Другие алфавиты использовал известный татарский писатель в Румынии Танер Мурат. Латинский алфавит который он использовал, взят из Бухарестского университета, с буквами Á, Ç, Ğ, Ñ, Î, Í, Ó, Ş, Ú и кириллицей, включая буквы Ә, Җ, І, Ң, Ө, Ү, Ў. Также древнетюркское письмо и персидско-арабское письмо с буквой ڭ.

## Статус
Добруджататарский язык впервые получил свою полноценную письменность на основе латиницы в 1956 году. В 1957 году в факультете иностранных языков и литературы Бухарестского университета была создана кафедра, на которой занимались исследованием и изучением языка румынских татар. Большинство её преподавателей были выпускниками историко-филологического факультета Казанского университета по специальности «Татарский язык и литература». Во времена коммунистического правления в Румынию из СССР предпринимались безуспешные попытки привезти книги на татарском (или крымскотатарском) языке для обучения добруджататарскому языку в Румынии. В настоящее время добруджататарский язык преподается в некоторых румынских школах по учебникам на крымскотатарском языке. 
В Румынии выпускается немало книг и журналов на добруджататарском языке. Некоторые словари были напечатаны по заказу Демократического союза татар-тюрков Румынии (UDTTMR). Существуют также передачи на румынском телевидении, в которых транслируются рубрики, связанные с изучением добруджататарского языка и культурой румынских татар, такие как «Tatarşa üyrenemĭz» (крымскотат. Мы учим татарский) и «Romanya'dan Tatarlar» (крымскотат. Татары Румынии).